# مدار سپیک

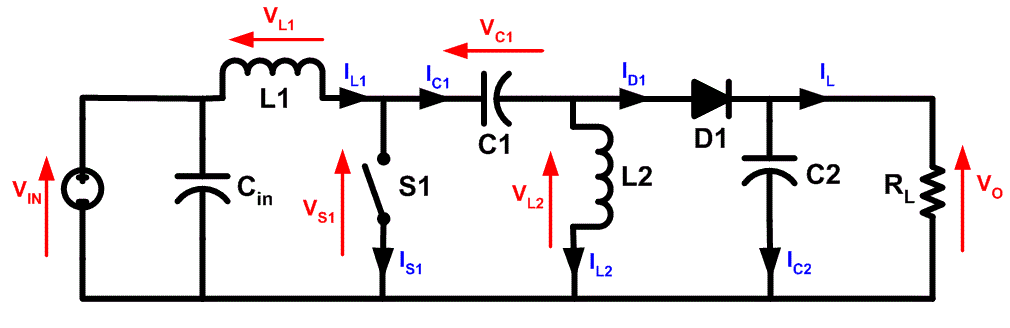
شماتیک مدار سپیک

مدار سپیک (انگلیسی: SEPIC) یک نوع مبدل دی‌سی به دی‌سی است. نام این مدار از حروف آغازین Single-ended primary-inductor converter برداشته شده است. این مبدل می‌تواند ولتاژ خروجی کوچکتر، برابر یا بزرگتر از ولتاژ ورودی تولید کند. این عمل با تنظیم زمان وظیفه (انگلیسی: Duty cycle) امکان‌پذیر است.
مدار سپیک، یک مبدل بوست که به دنبالش یک مبدل باک قرار گرفته است لذا می تون آنرا یک مشابه مبدل باک-بوست دانست ولی با این مزیت که ولتاژ خروجی هم جهت ولتاژ ورودی خواهد بود.
این موارد باعث می‌شود تا از این مبدل برای تنظیم ولتاژ و ثابت نگه داشتن ولتاژ خروجی استفاده کرد. به طور مثال با استفاده از یک حلقه فیدبک نوسانات ولتاژ ورودی در خروجی را خنثی کرد.